# 薛存慶
薛存慶（8世纪？—821年6月30日），字嗣德，唐朝河中宝鼎（今山西省临猗县西北）人，嶺南節度使薛珏之子。
薛存慶相貌伟岸。及进士第，历任御史、尚书郎。五次升担任给事中，唐穆宗初年，宰相段文昌一日独对，请皇帝重用兵部郎中薛存庆、考功员外郎牛僧孺。前检校大理少卿、驸马都尉刘士泾勾结邪幸，唐穆宗用为太仆卿。长庆元年正月初十，给事中韦弘景、薛存庆封还诏书。时称道他的正直。幽州节度使刘总归顺朝廷，唐穆宗对宰相说：“必用薛存庆，可以宣朕意。”三月，幽州百姓给复一年，赐三军赏设钱一百万贯。令薛存庆为宣慰使。至镇州，疽发于背，五月廿七壬戌日，幽州宣慰使给事中薛存庆在镇州去世。赠吏部侍郎。其子薛耽，字敬交，官至東川節度使。